# Wilfredo Quevedo
Wilfredo Quevedo (Lima, Perú; 25 de mayo de 1962) es un exfutbolista peruano. Desempeñó como delantero en diversos clubes solo de Perú. Es padre del futbolista Kevin Quevedo.

## Trayectoria
Se inició en el Club Atlético Chalaco. Luego jugo para el Club Centro Deportivo Municipal por varias temporadas. para después pasar al Club Deportivo SIPESA llamado actualmente Club Deportivo Wanka. Para finalmente jugar por el papa de america el Club Cienciano.
Luego de su etapa de futbolista se dedicó al entrenamiento de menores, a ser representante de su hijo el futbolista Kevin Quevedo y a la política.

## Clubes
| Club                            | País | Temporada |
| ------------------------------- | ---- | --------- |
| Club Atlético Chalaco           | Perú | 1980-1985 |
| Club Centro Deportivo Municipal | Perú | 1986-1992 |
| Club Deportivo Wanka            | Perú | 1993-1994 |
| Club Cienciano                  | Perú | 1995-1996 |